# إدغار هرنانديز
إدغار هرنانديز (بالإسبانية: Édgar Hernández)‏ هو منافس ألعاب قوى مكسيكي، ولد في 8 يونيو 1977 في بينزا في روسيا.

## وصلات خارجية
- إدغار هرنانديز على موقع الاتحاد الدولي لألعاب القوى (الإنجليزية)